# 申京淑
申 京淑（シン・ギョンスク、1963年1月12日 - ）は、韓国の女流小説家。1990年代以降の韓国文壇を代表する女性作家のひとり。

## 略歴
全羅北道井邑市にある平山申氏同姓一族村の貧しい家で、五人兄弟の長女として生まれる。
職業訓練院で技術を身につけるため母方の従姉とともにソウルへ上京、女工として働きながら夜間学校である永登浦女子高校産業体特別学級に入学、勉強を続けた。永登浦女子高校を卒業後、ソウル芸術専門大学文芸創作科に入学、作家としての修練を積む。
ソウル芸術専門大学を卒業して1年後の1985年、文芸中央主催の新人文学賞に『冬の寓話』（겨울우화）が入選、文壇デビューをする。第2作目の『オルガンのあった場所』(풍금이 있던 자리、1993年)がヒットし、人気作家としての地位を確立、その後の作品は常に数十万部数のベストセラーとなっている。
申の作品の人気は、その緻密な構成と観察力にある。作中人物の内的心理を深く探求する手法が独特の文体を生み出している。1990年代頃より文壇で活躍し出した女性作家達のリーダー的存在とも言える。彼女は、1993年に韓国日報文学賞を受賞したのを皮切りに東仁文学賞、現代文学賞、李箱文学賞等、数多くの文学賞を受賞している。その作品は日本にも紹介され、女性から支持を得ているほか、津島佑子との共作『山のある家井戸のある家』を発表するなど、日本人作家との交流もある。

### 盗作問題
2015年6月、韓国人作家のイ・ウンジュン（ko:이응준 (작가)）が、申の短編小説『伝説』（전설）の一部が、三島由紀夫の『憂国』を盗作しているとの疑惑を提起した
。申はこの疑惑について、三島の『金閣寺』は読んだことがあるが『憂国』は読んだことがないと反論した。また、『伝説』が収録された小説集を出版した出版社の創批も「いくつかの文章が似ているとしても、これを根拠に盗作をうんぬんするのは問題だ」「申氏の描写の方が（三島の作品より）比較的優位にあると評価する」と申を擁護した。その後、世論の批判の高まりを受け、「『憂国』と『伝説』を読み比べた結果、盗作との指摘が妥当であると思った」「自分の記憶が信じられなくなった」と、盗作の可能性を認めた上で謝罪し、『伝説』を単行本から削除すること、及び文学賞の審査委員などをすべて辞退した上で活動を自粛することを表明した。なお、この騒動の最中、『金閣寺』が韓国内で注目を集め、出版社に注文が急増した。
この問題では、盗作による詐欺や業務妨害容疑で告発されていたが、2016年3月31日、ソウル中央地検は不起訴とする決定を下している。

## 年譜
- 1984年 - ソウル芸術専門大学を卒業。
- 1985年 -『冬の寓話』で文壇にデビュー。
- 1999年 - 文芸評論家、ナム･チヌ(남진우)と結婚。

## 受賞歴
- 1993年：韓国日報文学賞・今日の若い芸術家賞
- 1995年：現代文学賞
- 1996年：萬海文学賞
- 1997年：東仁文学賞
- 2000年：21世紀文学賞
- 2001年：李箱文学賞
- 2011年：アジア文学賞
- 2013年：湖巌賞芸術部門

## 邦訳作品

### 単行本
- 『離れ部屋』安宇植訳、集英社、2005年
- 『山のある家井戸のある家―東京ソウル往復書簡』、きむふな訳、集英社、2007年
- 『母をお願い』安宇植訳、集英社、2011年
- 『オルガンのあった場所』きむふな訳、クオン、新しい韓国の文学、2021年
- 『父のところに行ってきた』姜信子・趙倫子訳、アトラスハウス、2024年

### アンソロジー
- 岸井紀子訳「バドミントンをする女」『冬の幻‐韓国女性作家短篇集』朝日カルチャーセンター図書出版室、1995年
- 岸井紀子訳「よりそう灯り」『現代韓国短篇選』岩波書店、2002年
- 李裕淑訳「浮石寺へ」『韓国現代中・短編小説選』素人社、2005年
- 安宇植訳「いま、私たちの隣りに誰がいるのか」『いま、私たちの隣りに誰がいるのか―Korean Short Stories』作品社、2007年

## 代表作品
- 1990年　『겨울우화』(冬の寓話)
- 1993年　『풍금이 있던 자리』(オルガンのあった場所)
- 1994年　깊은 슬픔
- 1995年　외딴방
- 1996年　『오래 전 집을 떠날 때』（ずっと前家を離れる時）創作と批評社、2005年に『감자 먹는 사람들』（じゃがいも食べる人々）に改名して再刊[7]
- 1998年　강물이 될 때까지
- 1999年　기차는 7시에 떠나네
- 2000年　딸기밭
- 2001年　바이올렛
- 2002年　J이야기
- 2003年　종소리
- 2004年　아름다운 그늘
- 2005年　감자 먹는 사람들
- 2006年　깊은 슬픔
- 2007年　리진
- 2009年　『엄마를 부탁해』(母をお願い)
- 2010年　어디선가 나를 찾는 전화벨이 울리고
- 2011年　모르는 여인들
- 2013年　달에게 들려주고 싶은 이야기